# Lancié
Lancié település Franciaországban, Rhône megyében. Lakosainak száma 1082 fő (2022. január 1.). Lancié Romanèche-Thorins, Villié-Morgon, Corcelles-en-Beaujolais, Dracé és Fleurie községekkel határos.

## Népesség
A település népességének változása:
| Lakosok száma | 968  | 1018 | 1043 | 1021 | 1041 | 1043 | 1043 | 1062 | 1082 |
|               | 2013 | 2015 | 2016 | 2017 | 2018 | 2019 | 2020 | 2021 | 2022 |